# 川根村 (茨城県)
川根村（かわねむら）は茨城県東茨城郡にかつて存在した村である。

## 地理
- 現在の茨城町の東部に位置する。
- 村域のほとんどは台地になっているが、涸沼川やその支流の周辺は平地になっている。

## 歴史

### 村域の変遷
- 1889年（明治22年）4月1日 - 町村制施行により、木部村・南栗崎村・野曽村・南川又村・上飯沼村・上飯沼村・飯沼新田村・蕎麦原村・駒渡村・越安村・下土師村・奥谷村が合併し東茨城郡川根村が発足。
- 1955年（昭和30年）2月11日 - 長岡町・上野合村・鹿島郡沼前村と合併し東茨城郡茨城町が発足。同日川根村廃止。

変遷表
| 1868年 以前 | 1868年 以前 | 明治 初年頃 | 1889年 4月1日 | 1955年 2月11日 | 現在   |
| ----------- | ----------- | ----------- | ------------- | -------------- | ------ |
|             | 木部村      | 木部村      | 川根村        | 茨城町         | 茨城町 |
|             | 南栗崎村    |             | 川根村        | 茨城町         | 茨城町 |
|             | 野曽村      |             | 川根村        | 茨城町         | 茨城町 |
|             | 川又村      | 南川又村    | 川根村        | 茨城町         | 茨城町 |
|             | 下飯沼村    |             | 川根村        | 茨城町         | 茨城町 |
|             | 上飯沼村    | 上飯沼村    | 川根村        | 茨城町         | 茨城町 |
|             | 上飯沼村    | 飯沼新田村  | 川根村        | 茨城町         | 茨城町 |
|             | 蕎麦原村    |             | 川根村        | 茨城町         | 茨城町 |
|             | 駒渡村      |             | 川根村        | 茨城町         | 茨城町 |
|             | 越安村      |             | 川根村        | 茨城町         | 茨城町 |
|             | 下土師村    |             | 川根村        | 茨城町         | 茨城町 |
|             | 奥谷村      |             | 川根村        | 茨城町         | 茨城町 |

## 人口・世帯

### 人口
総数 [単位： 人]
| 1891年（明治24年） | 3,360 |
| 1920年（大正 9年） | 4,388 |
| 1935年（昭和10年） | 4,666 |
| 1950年（昭和25年） | 6,117 |

### 世帯
総数 [単位： 世帯]
| 1920年（大正 9年） | 937   |
| 1935年（昭和10年） | 950   |
| 1950年（昭和25年） | 1,077 |

## 交通

### 鉄道
- 水戸電気鉄道
  - 水戸電気鉄道線
    - 奥ノ谷駅

※水戸電気鉄道線は1938年11月29日に廃止。

### 道路
- 一級国道
  - 国道6号（水戸街道）